# Арапов, Евгений Сергеевич
Евгений Сергеевич Ара́пов (род. 12 августа 1971, Оренбург) — российский государственный деятель, глава Оренбурга с октября 2015 года по октябрь 2018 года. Отправлен в отставку Оренбургским городским советом за нарушения антикоррупционного законодательства.

## Биография
В 1997 году окончил Оренбургский государственный университет по специальности «инженер-механик».
В 1994—2010 годах работал в МУП «Оренбургводоканал» (в дальнейшем ООО «Оренбург Водоканал») инженером, начальником комплекса канализационно-насосных станций, главным инженером, директором по производству, генеральным директором.
В 2004—2010 годах — депутат Оренбургского горсовета.
В 2010—2015 годах — глава администрации Оренбурга.
В 2013 году окончил «Российскую академию народного хозяйства и государственной службы при Президенте Российской Федерации» по специальности «менеджер».
С 30 октября 2015 года — глава Оренбурга.

## Уголовное дело
14 августа 2018 года Арапов был задержан в качестве подозреваемого в совершении преступления, предусмотренного п.п. «а», «в» ч. 5 ст. 290 УК РФ (получение взятки)
16 августа 2018 года арестован судом на 2 месяца. Арапов совместно со своим заместителем Геннадием Борисовым получил от гендиректора коммерческой организации эту сумму за покровительство в сфере строительства и реализации объектов недвижимости на территории Оренбурга.
Евгений Арапов был приговорен Ленинским районным судом Оренбурга к четырём с половиной годам лишения свободы и штрафу в размере 15 млн руб. Бывшего чиновника также лишили права занимать должности на государственной службе и в органах местного самоуправления в течение пяти лет. 16 января 2023 года Акбулакский районный суд удовлетворил ходатайство адвоката Арапова об условно-досрочном освобождении.

## Звания и награды
- Почётный работник жилищно-коммунального хозяйства России
- Грамота Президента Российской Федерации к памятной медали «XXII Олимпийские зимние игры и XI Паралимпийские зимние игры 2014 года в г. Сочи»